# Europiella carvalhoi
Europiella carvalhoi är en insektsart som beskrevs av Schuh in Schuh, Lindskog och Izyaslav M. Kerzhner 1995. Europiella carvalhoi ingår i släktet Europiella och familjen ängsskinnbaggar. Inga underarter finns listade i Catalogue of Life.